# Червените обувки
„Червените обувки“ (на английски: The Red Shoes) е британски филм от 1948 година, романтична драма на режисьорите Майкъл Пауъл и Емерик Пресбургер. Те са и автори на сценария, базиран на едноименната приказка на Ханс Кристиан Андерсен, в съвторство с Кийт Уинтър.
Сюжетът, използващ разказ в разказа, е фокусиран върху млада балерина, която се присъединява към балетна трупа, ръководена от известен режисьор, която поставя спектакъл по „Червените обувки“ на Андерсен. Професионалната ѝ амбиция и високите изисквания на режисьора за отдаденост на изкуството влизат в конфликт с любовта ѝ към млад композитор. Главните роли се изпълняват от Мойра Шиърър, Антон Уолбрук, Мариус Горинг.
„Червените обувки“ печели награди „Оскар“ за музика и сценография и „Златен глобус“ за музика и е номиниран за „Оскар“ за сценарий, монтаж и най-добър филм и за награда на БАФТА за най-добър британски филм.